# Масвайлер

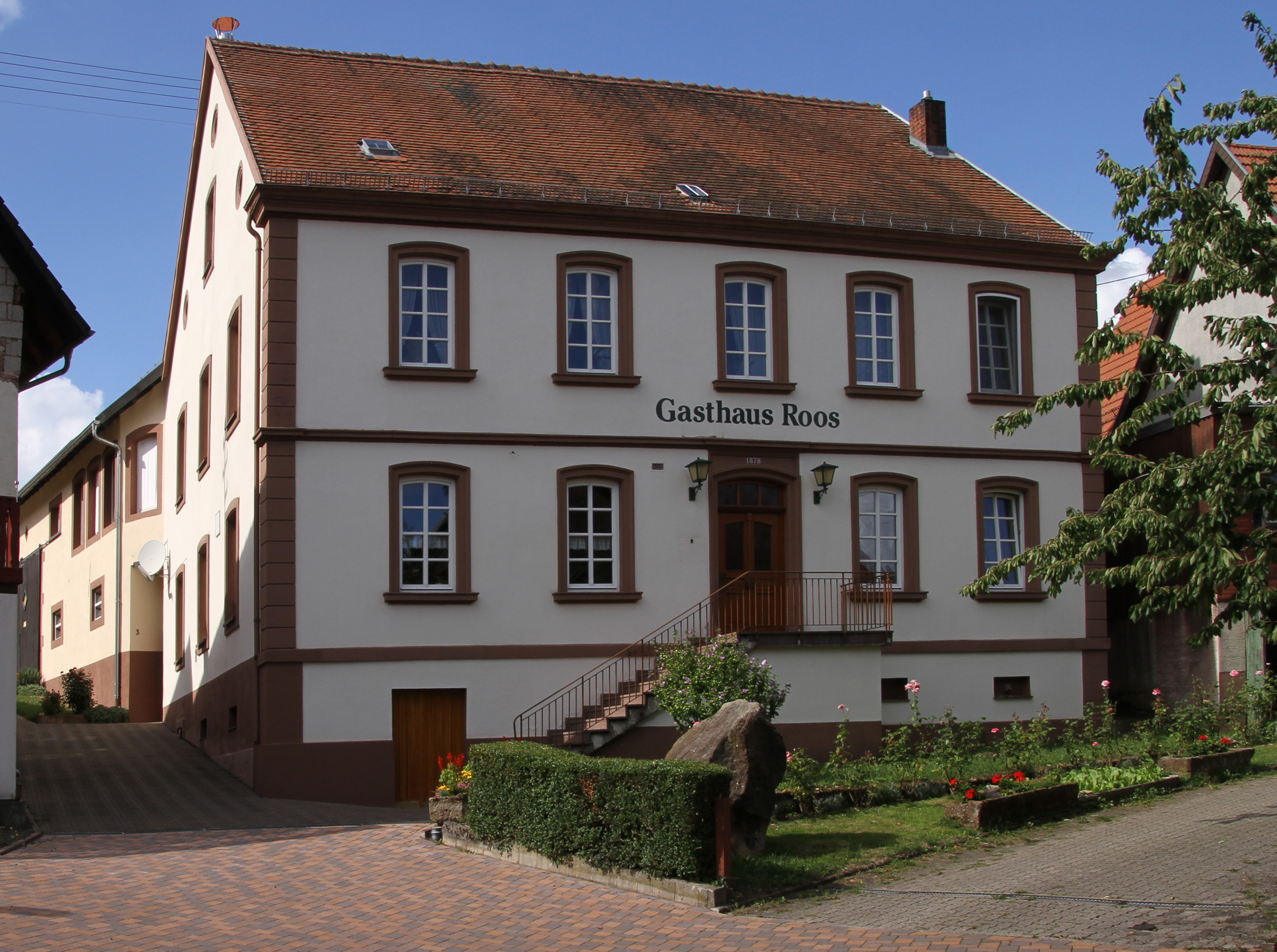

Масвайлер (нем. Maßweiler) — коммуна в Германии, в земле Рейнланд-Пфальц. 
Входит в состав района Юго-западный Пфальц. Подчиняется управлению Талайшвайлер-Фрёшен.  Население составляет 1076 человек (на 31 декабря 2010 года). Занимает площадь 10,89 км².